# Малеев, Ермий Александрович
Ермий Александрович Малеев (правильное написание фамилии Маллеев) (8 апреля 1877, Кунгур Пермской губернии — 31 марта (12 апреля) 1904) — герой Русско-японской войны, лейтенант (1903) Российского императорского флота.

## Учёба
Из семьи потомственного дворянина, мирового судьи 1-го Кунгурского округа Александра Александровича Маллеева и его супруги Варвары Александровны (Словцовой). Брат Александра Александровича — Аркадий Малеев — был председателем Пермской уездной земской управы. В 1884 году семья Маллевых переехала в Уфу, где отец стал мировым судьей, а в 1893 −1905 годы был Уфимским городским головой. Ермий окончил Санкт-Петербургский Морской кадетский корпус (1898).

## Дальнейшая служба
Служил на Дальнем Востоке на транспорте «Ермак» (1900) и крейсере I ранга «Владимир Мономах» (в 1900—1901 годах).
Прибыл в Порт-Артур 12 февраля 1904 года, назначен на эскадренный броненосец «Севастополь». С 29 февраля 1904 года — вахтенный начальник миноносца «Страшный», на котором после гибели капитана 2-го ранга Юрасовского Константина Константиновича принял командование в героическом неравном бою с 6 кораблями противника. Когда миноносец потерял ход, лейтенант Е. А. Малеев отстреливался от окруживших японских кораблей из последнего исправного орудия — картечницы Норденфельда. Погиб с кораблём. Исключён из списков чинов флота 5 апреля 1904 года.

В воспоминаниях его друга генерал-лейтенанта инженер-механика В. Ф. Берга 

«…Всегда бодрый, здоровенный, отличный товарищ и чуждый какого бы то ни было пессимизма…»

## Память
Название «Лейтенант Малеев» получил новый миноносец Сибирской флотилии (1907).
Уфимской городской думой было принято решение увековечить память о лейтенанте Малееве, присвоив его имя ул. Садовой (ныне ул. А. Матросова), где стоял дом родителей моряка, однако это решение спустя уже более 100 лет так и не выполнено.